# Nonconformismul din Țara Galilor
Nonconformismul a fost o mișcare religioasă majoră în Țara Galilor din secolele XVIII-XX. Renașterea metodistului galez din secolul al XVIII-lea a fost una dintre cele mai importante mișcări religioase și sociale din istoria galezilor. Renașterea a început în cadrul Bisericii Angliei din Țara Galilor, parțial ca o reacție la neglijarea resimțită în general în Țara Galilor la mâna episcopilor absenți și a clerului. Timp de două generații începând cu anii 1730, principalii lideri metodisti, cum ar fi Howell Harris, Daniel Rowland și William Williams Pantycelyn au rămas în Biserica Angliei, dar renașterea galezilor s-a diferențiat de renașterea metodistă din Anglia, deoarece teologia sa a fost mai calvinistă decât arminiană. Metodiștii din Țara Galilor și-au construit treptat propriile rețele, structuri și chiar case de întâlnire (sau capele), ceea ce a dus, la îndemnul lui Thomas Charles, la secesiunea din 1811 și înființarea oficială a Bisericii Presbiteriene Metodiste Calviniste din 1823 .
Renașterea secolului al XVIII-lea a influențat și bisericile mai vechi nonconformiste - baptiștii și congregationaliștii - care, la rândul lor, au experimentat creșterea și reînnoirea. Drept urmare, la mijlocul secolului al XIX-lea, Țara Galilor era predominant o țară nonconformistă.